# Marcelo Chierighini
Marcelo Chierighini (Itu, 15 de janeiro de 1991) é um nadador brasileiro. Especialista nos 100 metros livres, Chierighini foi campeão dos Jogos Pan Americanos de 2019, além de ter sido finalista olímpico nos Jogos do Rio de Janeiro 2016, e quatro vezes seguidas finalista em Campeonatos Mundiais de 2013, 2015, 2017 e 2019. É parte importante dos revezamentos do Brasil, tendo como maior feito a medalha de prata nos 4x100m livres no Mundial de Budapeste 2017, o melhor resultado de todos os tempos da História do Brasil nesta prova, em Mundiais.
O nadador é atleta do Esporte Clube Pinheiros, morou nos Estados Unidos ate 2018, treinando na Universidade de Auburn, no Alabama. Em 2018 retornou ao Brasil, onde hoje reside em São Paulo.

## Trajetória esportiva

### Início
Nadando desde criança, para praticar uma atividade física, aos 16 anos Marcelo começou a treinar regularmente e, em 2008, passou a nadar no Esporte Clube Pinheiros.

### 2010–12
No Campeonato Mundial de Natação em Piscina Curta de 2010 em Dubai, no mês de dezembro, Marcelo Chierighini, junto com César Cielo, Nicholas Santos e Nicolas Oliveira, ganhou a medalha de bronze na prova dos 4x100 metros livre com o tempo de 3m05s74, recorde sul-americano, deixando para trás a equipe dos Estados Unidos.
Em 2011 foi estudar na Universidade de Auburn e treinar com o australiano Brett Hawke, o mesmo técnico de César Cielo.
Esteve no Campeonato Mundial de Esportes Aquáticos de 2011 em Xangai, na China, onde ficou em nono lugar nos 4x100 metros livre.
Participou da Universíada de 2011 em Shenzhen, e foi medalha de prata no revezamento 4x100 metros livre.

### Jogos Olímpicos de 2012
Nos Jogos Olímpicos de Verão de 2012 em Londres, ficou em nono lugar nos 4x100 metros livre, e 15º lugar nos 4x100 metros medley.

### 2013–16
Em abril, Chierighini confirmou vaga para o Campeonato Mundial de Esportes Aquáticos de 2013 em Barcelona, na prova dos 50 metros livre, obtendo a segunda vaga do Brasil, com a marca de 21s88. Para obter a vaga, Chierighini derrotou o finalista olímpico Bruno Fratus. No campeonato, terminou em sétimo no 4×100 metros livre, junto com Fernando Santos, Nicolas Oliveira e Vinícius Waked. Nos 100 metros livre, igualou o seu recorde pessoal na semifinal, com o tempo de 48s11, classificando-se em terceiro lugar para a final, e acabou em sexto lugar na final. Nos 50 metros livre, Cherighini alcançou as semifinais, onde bateu o seu recorde pessoal com o tempo de 21s84; no entanto, devido ao alto nível da prova, ele terminou em décimo lugar, ficando fora da final por dez centésimos de segundo. No revezamento 4×100 metros medley, terminou em 12º, junto com Leonardo de Deus, Felipe Lima e Nicholas Santos.
No Campeonato Pan-Pacífico de Natação de 2014 em Gold Coast, na Austrália, Chierighini participou do revezamento dos 4x100 metros livre que, pela primeira vez, ganhou uma medalha para o Brasil nesta competição. Junto com João de Lucca, Bruno Fratus e Nicolas Oliveira, eles obtiveram a medalha de bronze. Especialistas afirmaram à época que, se César Cielo e Matheus Santana fossem titulares neste revezamento, o Brasil teria ganho o ouro em cima da Austrália e dos Estados Unidos. Ele também terminou em quarto lugar no revezamento 4x100 metros medley, junto com Guilherme Guido, Felipe França e Thiago Pereira, oitavo nos 50 metros livre, e nono nos 100 metros livre.
Nos Jogos Pan-Americanos de 2015 em Toronto, no Canadá, Chierighini ganhou a medalha de ouro no revezamento 4×100 metros medley, onde quebrou o recorde do Pan com o tempo de 3m32s68, junto com Guilherme Guido, Felipe França e Arthur Mendes e no revezamento 4×100 metros livre, onde quebrou o recorde do Pan com o tempo de 3m13s66, junto com Matheus Santana, João de Lucca e Bruno Fratus. Também ganhou uma medalha de bronze nos 100 metros livre.

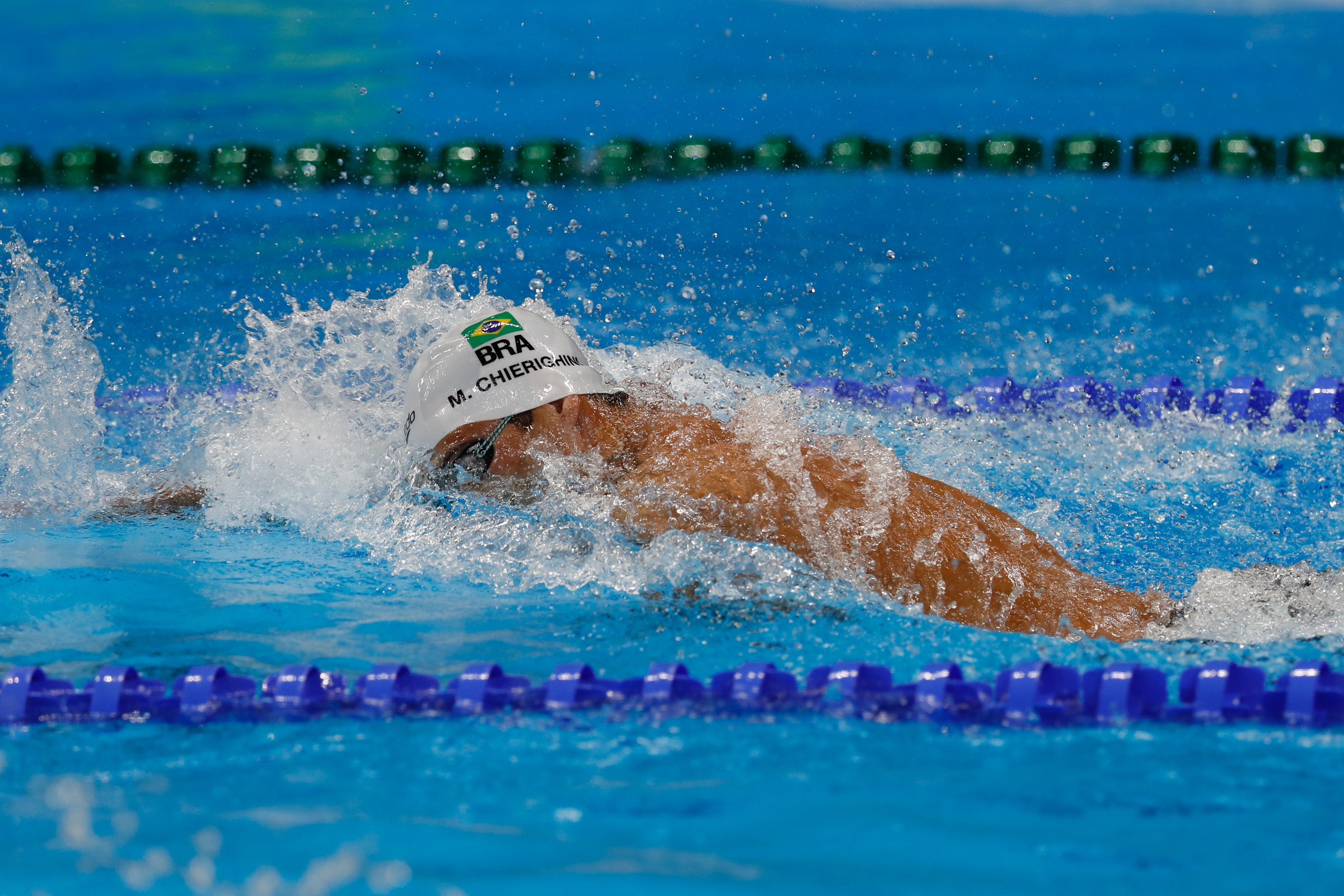
Chierighini nos Jogos Olímpicos Rio 2016

No Campeonato Mundial de Esportes Aquáticos de 2015, Chierighini terminou em quarto lugar na prova dos 4x100 metros livre, junto com Matheus Santana, Bruno Fratus e João de Lucca. César Cielo não nadou a final - embora estivesse escalado - pois sentiu dores no ombro no dia, e não pôde participar. Na prova dos 100 metros livre, Chierighini fez sua melhor participação individual em mundiais, ao terminar na quinta colocação, com o tempo de 48s27. Também terminou em décimo lugar nos 4x100 metros medley, junto com Guilherme Guido, Felipe Lima e Arthur Mendes.

### Jogos Olímpicos de 2016
Marcelo Chierighini participou das Olimpíadas de 2016 no Rio, chegando à final olímpica dos 100 metros livres, terminando como o oitavo colocado com o tempo de 48s41

### 2017–20
No Mundial de Esportes Aquáticos de 2017, em Budapeste, no revezamento 4 × 100 metros livres, a equipe brasileira composta por Cielo, Bruno Fratus, Marcelo Chierighini e Gabriel Santos alcançou um resultado histórico ao conquistar a medalha de prata, o melhor resultado brasileiro de todos os tempos no Campeonato Mundial. O Brasil bateu o recorde Sul-americano de 2009, ainda na era dos super-trajes, com um tempo de 3m10s34, apenas 0,28s atrás da equipe dos EUA. A última medalha do Brasil nesta prova, no Mundial, havia sido obtida em 1994. Chierighini fez a melhor parcial da prova (46.85), e a terceira mais rápida parcial da história em uma roupa normal.  Ele também terminou em 5º nos 100 metros livres, repetindo seu recorde pessoal da prova (48s11)e 5º no revezamento 4x100 m medley, junto com Henrique Martins, João Gomes Júnior e Guilherme Guido.
No Campeonato Pan-Pacífico de Natação de 2018 em Tóquio, Japão, Chierighini conquistou a medalha de ouro no Revezamento 4 × 100 metros livre, juntamente com Gabriel Santos, Marco Ferreira Júnior e Pedro Spajari.Ele também terminou em 4º lugar nos 100m livres e 8º nos 50m livres.
No Campeonato Mundial de Piscina Curta de 2018 em Hangzhou, China, juntamente com Cielo, Matheus Santana e Breno Correia, conquistou a medalha de bronze nos 4 × 100 metros livres, com um tempo de 3m05s15, estabelecendo novo recorde Sul-americano. ELe também terminou em 12º lugar nos 100m livres. 
Em 18 de abril de 2019, participando do Troféu Maria Lenk no Rio de Janeiro, Chierighini venceu os 100m livres em 47s68, obtendo o melhor tempo de sua vida, e ficando em 3º lugar no ranking mundial, atrás apenas de Vladislav Grinev (47s43) e Kyle Chalmers (47s48). Foi o novo recorde brasileiro sem super-trajes, superando os 47s84 de Cesar Cielo do Pan de 2011. 
No Campeonato Mundial de Esportes Aquáticos de 2019, em Gwangju, na Coreia do Sul, Chierighini veio em condições reais de disputar uma medalha nos 100m livres. Ele se classificou em terceiro lugar nas eliminatórias (47s95) e nas semifinais (47s76). Na final, no entanto, não conseguiu repetir o tempo da semifinal, o que lhe daria a medalha de bronze: ele terminou a prova em 5º lugar, com o tempo de 47s93. O bronze foi obtido pelo russo Vladislav Grinev com 47s82: Chierighini ficou a apenas 0,12s do bronze.Nos revezamentos 4×100m livres e 4x100m medley, ele terminou em 6º, ajudando o Brasil a se classificar para os Jogos Olímpicos de Tóquio 2020. Ele também terminou em 16º nos 50m livres.
Nos Jogos Pan-Americanos de 2019, realizados em Lima, Peru, Chierighini conquistou pela primeira vez a medalha de ouro nos 100 metros livres, derrotando Nathan Adrian, com o tempo de 48s09. Ele ganhou outro ouro no revezamento 4 × 100 metros livres, quebrando o recorde dos Jogos Pan-Americanos. Chierighini também ganhou duas medalhas de prata nos revezamentos 4 × 100 metros livres misto e no 4 × 100 metros medley.

### Recordes
Marcelo é o atual detentor, ou ex-detentor, dos seguintes recordes:
Piscina semi-olímpica (25 metros)
- Recordista sul-americano do revezamento 4x100 metros livre: 3m05s74, obtidos em 15 de dezembro de 2010, com César Cielo, Nicholas Santos e Nicolas Oliveira[51]